# Mobilt bredbandsmodem

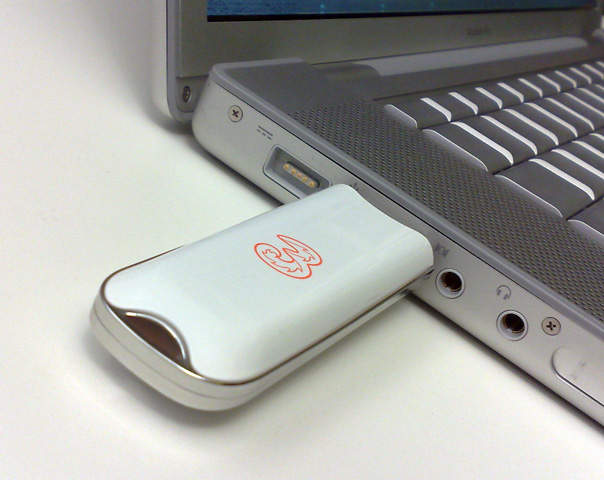
3G-modem kopplat till bärbar dator

Mobilt bredbandsmodem, exempelvis 3G-modem eller 4G-modem (mer korrekt LTE-modem eller WiMAX-modem beroende på standard), är en dongel som möjliggör mobilt bredband, det vill säga bredbandsaccess förmedlad av mobiltelefoninätens basstationer samt GPRS-noder (vid 3G) eller IP-routrar (vid 4G). Modemet ansluts vanligen till en usb-port på en dator, en surfplatta eller en router som har särskild usb-anslutning för ändamålet. Den senare underlättar Internetdelning, det vill säga att flera datorer delar samma bredbandsaccess, men det är även möjligt genom att aktivera Internetdelning på datorn eller tethering på surfplattan.
Används en router till det mobila bredbandet kan flera personer eller enheter använda sig av det mobila bredbandet samtidigt. På arbetsplatser används ofta en stationär router för detta ändamål. Skillnaden är att en stationär router kräver ett eluttag.
Mobila bredbandsmodem säljs genom leverantörer av mobila nättjänster såväl som av mobiltelefoner. De innehåller ofta ett installationsprogram som kan köras för att installera behövlig programvara och som underlättar konfigurering av datorns inställningar på lämpligt vis. De flesta moderna operativsystem innehåller dock den programvara som behövs och inställningarna kan vid behov göras manuellt. Installationsprogrammet tar sällan hänsyn till specialbehov och är vanligen anpassat endast för de vanligaste typerna av datorer och operativsystem.
Enheten kallas 3G-modem, 4G-modem, mobildongel eller usb-modem för mobilt bredband. Vid 3G är överföringshastigheten maximalt 14,4 Mbit/s i nedlänk och 384 kbit/s i upplänk om man befinner sig nära basstationer som stödjer det asymmetriska HSDPA-protokollet. Vid första generationens LTE-version, som brukar beskrivas som en ”pre-4G-standard”, är anslutningshastigheten högst 100 Mbit/s och den verkliga genomströmningshastigheten högst omkring 80 Mbit/s, och förväntas kunna nå nära 1 Gigabit/s med framtida utrustning för versionen LTE advanced (”äkta” 4G).
3G-tekniken med dess GPRS-infrastruktur, eller LTE-tekniken med dess IP-routrar, möjliggör mobilt bredband.